# Чемпионат мира по фехтованию 1981
Чемпионат мира по фехтованию 1981 года проходил с 2 по 13 июля в Клермон-Ферране (Франция). Среди мужчин соревнования проходили в личном и командном зачёте по фехтованию на саблях, рапирах и шпагах, среди женщин — только первенство на рапирах в личном и командном зачёте.

## Общий медальный зачёт
| Место | Страна    | Золото | Серебро | Бронза | Всего |
| ----- | --------- | ------ | ------- | ------ | ----- |
| 1     | СССР      | 4      | 2       | 0      | 6     |
| 2     | Венгрия   | 2      | 1       | 2      | 5     |
| 3     | ФРГ       | 1      | 1       | 2      | 4     |
| 4     | Польша    | 1      | 0       | 1      | 2     |
| 5     | Италия    | 0      | 1       | 3      | 4     |
| 6     | Китай     | 0      | 1       | 0      | 1     |
| 6     | Румыния   | 0      | 1       | 0      | 1     |
| 6     | Швейцария | 0      | 1       | 0      | 1     |
| Всего | Всего     | 8      | 8       | 8      | 24    |

## Медалисты

### Мужчины
| Дисциплина                  | Золото                                                                                       | Серебро                                                                                   | Бронза                                                                         |
| --------------------------- | -------------------------------------------------------------------------------------------- | ----------------------------------------------------------------------------------------- | ------------------------------------------------------------------------------ |
| Шпага Личное первенство     | Золтан Секей                                                                                 | Александр Можаев                                                                          | Эльмар Боррман                                                                 |
| Шпага Командное первенство  | СССР · Ашот Карагян · Александр Можаев · Леонид Дунаев · Валерий Хондого · Тоомас Хинт       | Швейцария · Патрис Гель · Даниэль Жиже · Габриэль Нигон · Мишель Пофф · Франсуа Суханецки | Венгрия · Эрнё Кольцонаи · Балаж Денеш · Золтан Секей · Ласло Петё · Карой Сий |
| Рапира Личное первенство    | Владимир Смирнов                                                                             | Петру Куки                                                                                | Анджело Скури                                                                  |
| Рапира Командное первенство | СССР · Владимир Смирнов · Александр Романьков · Юрий Лыков · Сабиржан Рузиев · Борис Фоменко | Италия · Андреа Борелла · Анджело Скури · Мауро Нума · Карло Монтано · Фабио Даль Дзотто  | ФРГ Маттиас Бер Харальд Хайн Франк Бек Маттиас Гей                             |
| Сабля Личное первенство     | Дариуш Вудке                                                                                 | Имре Гедёвари                                                                             | Микеле Маффей                                                                  |
| Сабля Командное первенство  | Венгрия · Дьёрдь Небальд · Рудольф Небальд · Имре Гедёвари · Пал Геревич                     | СССР · Андрей Альшан · Михаил Бурцев · Виктор Кровопусков · Николай Алёхин                | Польша · Яцек Берковский · Дариуш Вудке · Лешек Яблоновский · Тадеуш Пигуля    |

### Женщины
| Дисциплина                  | Золото                                                                                          | Серебро                                                                            | Бронза                                                                  |
| --------------------------- | ----------------------------------------------------------------------------------------------- | ---------------------------------------------------------------------------------- | ----------------------------------------------------------------------- |
| Рапира Личное первенство    | Корнелия Ханиш                                                                                  | Луань Цзюйцзе                                                                      | Дорина Ваккарони                                                        |
| Рапира Командное первенство | СССР · Лариса Цагараева · Валентина Сидорова · Марина Соболева · Наиля Гилязова · Ирина Ушакова | ФРГ Корнелия Ханиш Ингрид Лозерт Сабина Бишофф Уте Кирхайс-Вессель Кристиане Вебер | Венгрия · Ильдико Тордаши · Эдит Ковач · Жужанна Сёч · Гертруд Штефанек |